# ناوچه کلاس تالوار
ناوچه کلاس تالوار (به انگلیسی: Talwar-class frigate) یک کلاس از کشتی است که طول آن ۱۲۴٫۸ متر می‌باشد.